# 賀若敦
賀若 敦（がじゃく とん、517年 - 565年）は、西魏から北周にかけての軍人。本貫は代郡。

## 経歴
賀若統の子として生まれた。若くして気魄と才幹があり、騎射を得意とした。17歳のとき、宇文泰に帰順するよう賀若統に勧めた。大亀山の張世顕の反乱軍が賀若統を襲撃すると、賀若敦は身を挺して戦い、手ずから7・8人を斬って、撃退した。
538年（大統4年）、河内公独孤信の下で従軍し、洛陽で東魏軍に包囲された。賀若敦は3石の彎弓を引いて、その矢は外れることがなかった。独孤信がこのことを宇文泰に報告すると、賀若敦は宇文泰に召し出されて麾下に置かれ、都督に任じられ、安陵県伯に封じられた。太子庶子・撫軍将軍・通直散騎常侍・大都督・車騎大将軍・散騎常侍・儀同三司に累進し、爵位を広郷県侯に進めた。553年（廃帝2年）、右衛将軍の号を受けた。まもなく驃騎大将軍・開府儀同三司の位を加えられ、爵位を公に進めた。
555年（恭帝2年）、巴西郡の譙淹が南梁州に拠り、南朝梁の西江州刺史の王開業と連携し、少数民族を扇動して西魏にそむいた。賀若敦は宇文泰の命を受けてこの反乱を討つこととなり、自ら将士の先頭に立って険しい山路を進軍し、譙淹の不意を突いた。さらに儀同の扶猛を派遣して譙淹の別将である向鎮侯を白帝で撃破した。譙淹は王開業やその仲間の泉玉成・侯造らとともに7000人の兵と3万人の人々を率いて、墊江から長江を下り、王琳を頼ろうとした。賀若敦はこれを迎え撃って破った。譙淹は再び山に拠って柵を立て、南方の少数民族の首領である向白彪を援軍に招いた。賀若敦は反間を設け、その党与を離反させて撃破した。譙淹を斬り、その部下を捕らえた。賀若敦はその爵位を武都公に進められ、典祀中大夫の位を受けた。
ほどなく金州都督・七州諸軍事・金州刺史として出向した。向白彪と少数民族の首領である向五子王らが反乱を起こし、信州を包囲した。賀若敦は開府の田弘とともに救援に向かったが、到着する前にすでに州城は陥落していた。向白彪らと戦い、これを破って、2000人を捕斬した。そのまま進軍して追撃し、信州を奪回した。この年、荊州の少数民族の首領である文子栄が仁州刺史を自称して反乱を起こした。賀若敦は開府の潘招とともにこれを討ち、文子栄とその部下を捕らえた。
559年（武成元年）、入朝して軍司馬となった。560年（武成2年）、南朝陳の将軍の侯瑱や侯安都らが湘州を包囲した。そこで賀若敦は6000の兵を率いて長江を渡り、湘州の救援に赴いた。侯瑱らは賀若敦が孤軍で深入りしてきたことから、正面から包み討とうとした。賀若敦は奇兵や伏兵を設けて、侯瑱の軍を連戦連破し、勝利に乗じて進軍し、湘州に到着した。糧食の不足する中、兵を分遣して軍資を略奪しながら、侯瑱らと対峙した。561年（保定元年）7月、軍中で疫病が流行し、過半の兵を失って撤退した。賀若敦は領土を失って功績がなかったとして、宇文護により官爵を剥奪されて民とされた。
562年（保定2年）、工部中大夫の位を受けた。ほどなく金州総管・都督七州諸軍事・金州刺史として出向した。563年（保定3年）、賀若敦は楊忠の東征に従い、突厥と連係して北斉の長城を破った。翌年、并州まで達して帰還の途についたが、このとき賀若敦は殿軍をつとめた。565年（保定5年）、中州刺史に任じられ、函谷関に駐屯した。
ときに台使を迎えたが、賀若敦はこれに恨み言を発した。このことが宇文護の怒りを買い、長安に召還されて、自殺を命じられた。享年は49。572年（建徳元年）、大将軍の位を追贈された。諡を烈といった。

## 逸話・人物
- あるとき宇文泰が甘泉宮で狩猟を催すと、賀若敦はこれに従った。勢子の包囲に偏りがあったため、獣たちの多くは逃げ出してしまい、宇文泰が激怒して、人々は戦慄した。包囲の中に1頭の鹿が取り残されていたが、まもなくやはり包囲を突破して逃げ出した。賀若敦が馬を躍らせて駆け迫り、鹿が東山に上ると、賀若敦は馬を棄てて歩いて山の半ばまで追い、鹿を引き止めて捕まえた。宇文泰は大喜びし、諸将たちは責任を問われずに済んだ。
- 賀若敦は功を頼んで自負が強かった。かれの同輩たちがみな大将軍となったにもかかわらず、賀若敦はひとりその号を得られなかった。湘州の戦いではかえって官爵を剥奪されたため、不満を抱くようになった。

## 子女
- 賀若隆（武都郡公）
- 賀若弼
- 賀若柬（万栄郡公）

## 伝記資料
- 『周書』巻28 列伝第20
- 『北史』巻68 列伝第56